# Camponotus mozabensis
Camponotus mozabensis é uma espécie de inseto do gênero Camponotus, pertencente à família Formicidae.